# Facundo Zárate
Facundo Zárate (Ciudad Autónoma de Buenos Aires, 20 de enero de 1989) es un ex-baloncestista argentino. Jugaba en la posición de base o a veces también en la de escolta. 

## Trayectoria deportiva

### Comienzos
Zárate comenzó a jugar al baloncesto en el club Sportivo Pilar. Debido a ello quedó federado en la Asociación de Básquetbol Zárate-Campana, motivo por el cual jugó el Torneo Provincial de Cadetes con su seleccionado y también el Campeonato Argentino Juvenil de Basquetbol de 2005 con el equipo de Buenos Aires.
A sus 13 años su familia retornó a Buenos Aires, por lo que Zárate ingresó en las divisiones inferiores del club Harrods Gath & Chaves. Tres años más tarde fue reclutado por Boca Juniors, donde completó su etapa formativa. Durante la temporada 2008-09 de la LNB llegó a formar parte de la plantilla boquense como ficha juvenil, sin embargo no tuvo la oportunidad de disputar ningún juego con el equipo mayor en la máxima categoría del baloncesto profesional argentino. 

### Carrera profesional
Firmó su primer contrato profesional en el año 2009 con el club Banco Nación para disputar la Liga B. Al año siguiente fichó con Hispano Americano de Río Gallegos, otro club de la Liga B, y la temporada 2011-12 la disputó con la camiseta de Adelante de Reconquista, siempre en la tercera categoría del baloncesto profesional argentino.
En 2012 se unió a Ciclista Juninense para disputar la temporada 2012-13 del TNA, dando así un salto hacia el certamen correspondiente a la segunda categoría. En febrero de 2013, en plena temporada, sufrió una rotura de ligamentos que lo dejó fuera de competición por varios meses. Antes de su accidente, Zárate alcanzó a jugar 17 partidos, registrando una media de 6.5 puntos y 1.8 asistencias en 16.9 minutos por encuentro. Ya recuperado de su lesión, renovó su contrato con el club juninense, lo que le permitió ser parte del plantel que consiguió el ascenso a la Liga Nacional de Básquet. En lo personal el jugador tuvo presencia en 32 partidos, promediando 2.3 puntos y 1.8 asistencias en 9 minutos de juego por encuentro.
En su tercera temporada con Ciclista Juninense, Zárate finalmente pudo hacer su debut en la LNB. Tras ayudar a su equipo a evitar el descenso, las dificultades económicas del club lo hicieron vender su plaza. El jugador optó entonces por permanecer en la máxima categoría del baloncesto profesional argentino, aceptando una oferta de Lanús (equipo donde disputó un total de 39 encuentros y logró una media de 3,3 puntos y 1,5 asistencias en 15 minutos por partido). Sin embargo, en el tramo final de la temporada 2015-16 de la LNB, su equipo le rescindió su contrato para sustituirlo por Cristian Cortés, proveniente de Quimsa.
El 29 de febrero de 2016, menos de un mes después de ser cortado, se incorporó a Ferro por lo que restaba de la temporada, ingresando en la plantilla por Cristian Amicucci, quien tuvo una lesión que le impidió terminar la temporada. Con su nuevo equipo llegó a actuar en 15 partidos con medias de 2.9 puntos y 0.9 asistencias en 10.6 minutos por juego. 
Posteriormente Zárate jugó para Argentino de Junín y Platense, antes de emigrar a Suecia para jugar con el Nässjö Basket. Tras esa experiencia en Europa, fue repatriado por Argentino de Junín, donde jugó la inconclusa temporada 2019-20 de la LNB.
Al reanudarse la competición en su país, se sumó a Ferro con un contrato por un año.

### Retiro
En junio de 2021 arregló su incorporación al BVO Caorle, un club de la Serie C Silver de Italia. Sin embargo, a poco de haber comenzado a competir, rescindió su contrato y anunció su retiro. El jugador justificó su decisión diciendo que quería renunciar a sus responsabilidades como deportista profesional y utilizar su tiempo para el desarrollo personal y el descubrimiento espiritual.

### Clubes
| Club               | País      | Año         |
| ------------------ | --------- | ----------- |
| Banco Nación       | Argentina | 2009 - 2010 |
| Hispano Americano  | Argentina | 2010 - 2011 |
| Adelante           | Argentina | 2011 - 2012 |
| Ciclista Juninense | Argentina | 2012 - 2015 |
| Lanús              | Argentina | 2015 - 2016 |
| Ferro              | Argentina | 2016        |
| Argentino de Junín | Argentina | 2016 - 2017 |
| Platense           | Argentina | 2017 - 2018 |
| Nässjö Basket      | Suecia    | 2018 - 2019 |
| Argentino de Junín | Argentina | 2019 - 2020 |
| Ferro              | Argentina | 2020 - 2021 |
| BVO Caorle         | Italia    | 2021        |

## Estadísticas

### Totales
- Actualizado hasta el 20 de julio de 2016.

| Club                                                 | Temporada | Liga   | PJ  | MIN  | PTS | 2PM | 2PL | 3PM | 3PL | 1PM | 1PL | RO | RD  | RT  | ASI | ROB | BLO | FAL |
| ---------------------------------------------------- | --------- | ------ | --- | ---- | --- | --- | --- | --- | --- | --- | --- | -- | --- | --- | --- | --- | --- | --- |
| Club Atlético Banco de la Nación Argentina Argentina | 2009-2010 | Liga B | ?   | ?    | ?   | ?   | ?   | ?   | ?   | ?   | ?   | ?  | ?   | ?   | ?   | ?   | ?   | ?   |
| Club Atlético Banco de la Nación Argentina Argentina | Total     | Total  | ?   | ?    | ?   | ?   | ?   | ?   | ?   | ?   | ?   | ?  | ?   | ?   | ?   | ?   | ?   | ?   |
| Club Deportivo Hispano Americano Argentina           | 2010-2011 | Liga B | ?   | ?    | ?   | ?   | ?   | ?   | ?   | ?   | ?   | ?  | ?   | ?   | ?   | ?   | ?   | ?   |
| Club Deportivo Hispano Americano Argentina           | Total     | Total  | ?   | ?    | ?   | ?   | ?   | ?   | ?   | ?   | ?   | ?  | ?   | ?   | ?   | ?   | ?   | ?   |
| Club Atlético Adelante Argentina                     | 2011-2012 | TF     | ?   | ?    | ?   | ?   | ?   | ?   | ?   | ?   | ?   | ?  | ?   | ?   | ?   | ?   | ?   | ?   |
| Club Atlético Adelante Argentina                     | Total     | Total  | ?   | ?    | ?   | ?   | ?   | ?   | ?   | ?   | ?   | ?  | ?   | ?   | ?   | ?   | ?   | ?   |
| Club Ciclista Juninense Argentina                    | 2012-2013 | TNA    | 17  | 287  | 111 | 26  | 55  | 7   | 17  | 38  | 49  | 12 | 35  | 47  | 30  | 19  | 1   | 40  |
| Club Ciclista Juninense Argentina                    | 2013-2014 | TNA    | 32  | 289  | 72  | 24  | 46  | 2   | 10  | 18  | 25  | 8  | 31  | 39  | 56  | 5   | 2   | 31  |
| Club Ciclista Juninense Argentina                    | 2014-2015 | LNB    | 47  | 923  | 340 | 103 | 237 | 26  | 66  | 56  | 84  | 18 | 78  | 96  | 110 | 42  | 1   | 86  |
| Club Ciclista Juninense Argentina                    | Total     | Total  | 96  | 1499 | 523 | 153 | 338 | 35  | 93  | 112 | 158 | 38 | 142 | 182 | 196 | 66  | 4   | 157 |
| Lanús Argentina                                      | 2015-2016 | LNB    | 39  | 586  | 130 | 25  | 57  | 17  | 66  | 29  | 47  | 11 | 42  | 53  | 57  | 26  | 1   | 107 |
| Lanús Argentina                                      | Total     | Total  | 39  | 586  | 130 | 25  | 57  | 17  | 66  | 29  | 47  | 11 | 42  | 53  | 57  | 26  | 1   | 107 |
| Ferro Argentina                                      | 2015-2016 | LNB    | 15  | 159  | 43  | 9   | 24  | 4   | 17  | 13  | 21  | 4  | 17  | 21  | 13  | 5   | 0   | 31  |
| Ferro Argentina                                      | Total     | Total  | 15  | 159  | 43  | 9   | 24  | 4   | 17  | 13  | 21  | 4  | 17  | 21  | 13  | 5   | 0   | 31  |
| Argentino de Junín Argentina                         | 2016-2017 | LNB    | 0   | 0    | 0   | 0   | 0   | 0   | 0   | 0   | 0   | 0  | 0   | 0   | 0   | 0   | 0   | 0   |
| Argentino de Junín Argentina                         | Total     | Total  | 0   | 0    | 0   | 0   | 0   | 0   | 0   | 0   | 0   | 0  | 0   | 0   | 0   | 0   | 0   | 0   |
| Total                                                | Total     | Total  | 140 | 2244 | 696 | 182 | 419 | 56  | 176 | 154 | 226 | 53 | 201 | 254 | 266 | 97  | 5   | 295 |

### Promedio
- Actualizado hasta el 8 de mayo de 2016.

| Club                                                 | Temporada | Liga   | PJ  | MPP  | PPP | 2P%   | 3P%   | 1P% | RO  | RD  | RT  | ASI | ROB | BLO | FAL |
| ---------------------------------------------------- | --------- | ------ | --- | ---- | --- | ----- | ----- | --- | --- | --- | --- | --- | --- | --- | --- |
| Boca Juniors Argentina                               | 2008-2009 | TNA    | 0   | 0    | 0   | 0%    | 0%    | 0%  | 0   | 0   | 0   | 0   | 0   | 0   | 0   |
| Boca Juniors Argentina                               | Total     | Total  | 0   | 0    | 0   | 0%    | 0%    | 0%  | 0   | 0   | 0   | 0   | 0   | 0   | 0   |
| Club Atlético Banco de la Nación Argentina Argentina | 2009-2010 | Liga B | ?   | ?    | ?   | ?     | ?     | ?   | ?   | ?   | ?   | ?   | ?   | ?   | ?   |
| Club Atlético Banco de la Nación Argentina Argentina | Total     | Total  | ?   | ?    | ?   | ?     | ?     | ?   | ?   | ?   | ?   | ?   | ?   | ?   | ?   |
| Club Deportivo Hispano Americano Argentina           | 2011-2012 | TF     | ?   | ?    | ?   | ?     | ?     | ?   | ?   | ?   | ?   | ?   | ?   | ?   | ?   |
| Club Deportivo Hispano Americano Argentina           | Total     | Total  | ?   | ?    | ?   | ?     | ?     | ?   | ?   | ?   | ?   | ?   | ?   | ?   | ?   |
| Club Atlético Adelante Argentina                     | 2011-2012 | TF     | ?   | ?    | ?   | ?     | ?     | ?   | ?   | ?   | ?   | ?   | ?   | ?   | ?   |
| Club Atlético Adelante Argentina                     | Total     | Total  | ?   | ?    | ?   | ?     | ?     | ?   | ?   | ?   | ?   | ?   | ?   | ?   | ?   |
| Club Ciclista Juninense Argentina                    | 2012-2013 | TNA    | 17  | 16,9 | 6,5 | 47%   | 41%   | 78% | 0,7 | 2,1 | 2,8 | 1,8 | 1,1 | 0,1 | 2,4 |
| Club Ciclista Juninense Argentina                    | 2013-2014 | TNA    | 32  | 9,0  | 2,3 | 52%   | 20%   | 72% | 0,3 | 1   | 1,2 | 1,8 | 0,2 | 0,1 | 1   |
| Club Ciclista Juninense Argentina                    | 2014-2015 | LNB    | 47  | 19,6 | 7,2 | 43%   | 39%   | 67% | 0,4 | 1,7 | 2   | 2,3 | 0,9 | 0   | 1,8 |
| Club Ciclista Juninense Argentina                    | Total     | Total  | 96  | 15,6 | 5,4 | 45%   | 37%   | 70% | 0,4 | 1,5 | 1,9 | 2   | 0,7 | 0   | 1,6 |
| Lanús Argentina                                      | 2015-2016 | LNB    | 39  | 15   | 3,3 | 44%   | 26%   | 62% | 0,3 | 1,1 | 1,4 | 1.5 | 0.7 | 0   | 2,7 |
| Lanús Argentina                                      | Total     | Total  | 39  | 15   | 3,3 | 44%   | 26%   | 62% | 0,3 | 1,1 | 1,4 | 1.5 | 0.7 | 0   | 2,7 |
| Ferro Argentina                                      | 2015-2016 | LNB    | 15  | 10,6 | 2,9 | 37,5% | 23,5% | 62% | 0,3 | 1,1 | 1,4 | 0,9 | 0,3 | 0   | 2,1 |
| Ferro Argentina                                      | Total     | Total  | 15  | 10,6 | 2,9 | 37,5% | 23,5% | 62% | 0,3 | 1,1 | 1,4 | 0,9 | 0,3 | 0   | 2,1 |
| Argentino de Junín Argentina                         | 2016-2017 | LNB    | 0   | 0    | 0   | 0%    | 0%    | 0%  | 0   | 0   | 0   | 0   | 0   | 0   | 0   |
| Argentino de Junín Argentina                         | Total     | Total  | 0   | 0    | 0   | 0%    | 0%    | 0%  | 0   | 0   | 0   | 0   | 0   | 0   | 0   |
| Total                                                | Total     | Total  | 140 | 16   | 4,9 | 43%   | 31%   | 68% | 0,4 | 1,4 | 1,8 | 1,9 | 0,7 | 0   | 2,1 |

## Palmarés

### Campeonatos nacionales
| Título                     | Club                    | País      | Año       |
| -------------------------- | ----------------------- | --------- | --------- |
| Torneo Nacional de Ascenso | Club Ciclista Juninense | Argentina | 2013-2014 |